# ジューン・クリスティ
ジューン・クリスティ（June Christy, 1925年11月20日 - 1990年6月21日）は、アメリカ合衆国の女性ジャズ歌手。
1950年代を代表する白人ジャズヴォーカリストで、アニタ・オデイ、クリス・コナーと並び、スタン・ケントン・オーケストラが輩出した女性歌手（「ケントン・ガールズ」と呼ばれる）の中でも傑出した存在である。ウエストコースト・ジャズの基調の一つであった「クール」を体現し、スイングのセンスとコントローラブルなテクニックを兼ね備える洗練された歌唱で、モダン・ジャズボーカルにおける後続の範となった。アルバムの代表作は『サムシング・クール（Something Cool）』（1955年、キャピトル・レコード）。

## 経歴

### 下積み時代
1925年、イリノイ州スプリングフィールドに生まれる。出生名はシャーリー・ラスター（Shirley Luster）。両親の不仲のため恵まれない幼年時代を過ごした。少女時代から歌い始め、13歳の時点で早くもローカル・ビッグバンドの歌手として歌うようになる。
1940年代初頭にシカゴへ移り住み、本格的に音楽活動を開始。「シャロン・レズリー」という芸名で長い下積みを経験した。第二次世界大戦中の1943年からは、モダン・ジャズ指向の強いビッグバンドの一つであったボイド・レーバーン楽団に所属したが、巡業先で猩紅熱に患り一時隔離されるというアクシデントに遭い、スケジュールの詰まっていたバンドから取り残される形で退団する羽目になった。その後、ベニー・ストロングのバンドでも歌ったが、無数のバンド・シンガーがひしめいていたビッグ・バンド全盛時代にあって、彼女は一向に芽が出なかった。

### スタン・ケントン楽団時代
1945年、シャーリー・ラスターはオーディションを受け、ピアニストのスタン・ケントン（Stan Kenton, 1912-1979）が率いるビッグバンドに迎えられた。ケントンに命名された芸名「ジューン・クリスティ」を名乗るようになったのはこの時である。
二枚目ピアニストであるスタン・ケントンが1940年に結成したこのバンドは、当初単なるダンス・バンドとしてスタートしたが、モダンなスタイルを大胆に取り入れたことで注目され、人気を得た。1940年代後半にはクラリネット奏者ウディ・ハーマンのビッグバンドと並び称せられ、最先端のモダン・ジャズ・ビッグバンドとして第一級の存在であった。この2大ビッグ・バンドから巣立ったクール派、ウエストコースト派の白人ジャズ・ミュージシャンは数多い。
前任者のアニタ・オデイは「自分がジューンをケントンに紹介した」と証言したが、ジューン自身は「アニタの退団を知り、ケントン楽団に自力で売り込みを行った。アニタには世話になっていない」とのちに語っている。
ケントン楽団でのジューンはスインギーな歌唱で、ミリオンセラーとなった「タンピコ（Tampico）」（1945年）などのポピュラー・ヒットを飛ばす一方、ケントンの前衛指向による現代音楽風のテクニカルなナンバーにも習熟し、幅広い歌唱センスを身に着けた。当時の歌唱は、ケントン楽団が専属だったキャピトル・レーベルからの正規版のほか、RCAの放送用録音などにも多く残されている。
1946年、ケントン楽団の同僚であるテナー・サキソフォン奏者のボブ・クーパー（Bob Cooper, 1925-1993）と結婚し、以後終生を共にした。
ケントン楽団には、ダリウス・ミヨーに師事した進歩的な作編曲家でもあったトランペット奏者ピート・ルゴロ（Pete Rugolo, 1915-2011）も在籍していた。ルゴロをはじめ、ケントン楽団時代に培われた西海岸のジャズ・ミュージシャンたちとの人脈は、ソロ活動に移ってからもジューンを助けることになった。
バンドリーダー職の過労で心身ともに限界にあったスタン・ケントンは、1949年、ビッグバンドを一時解散して療養のため南米に去った。これを機にジューンと夫ボブ・クーパーはソロ活動を開始したが、ケントンが1950年にバンドを再結成すると楽団へ復帰した。

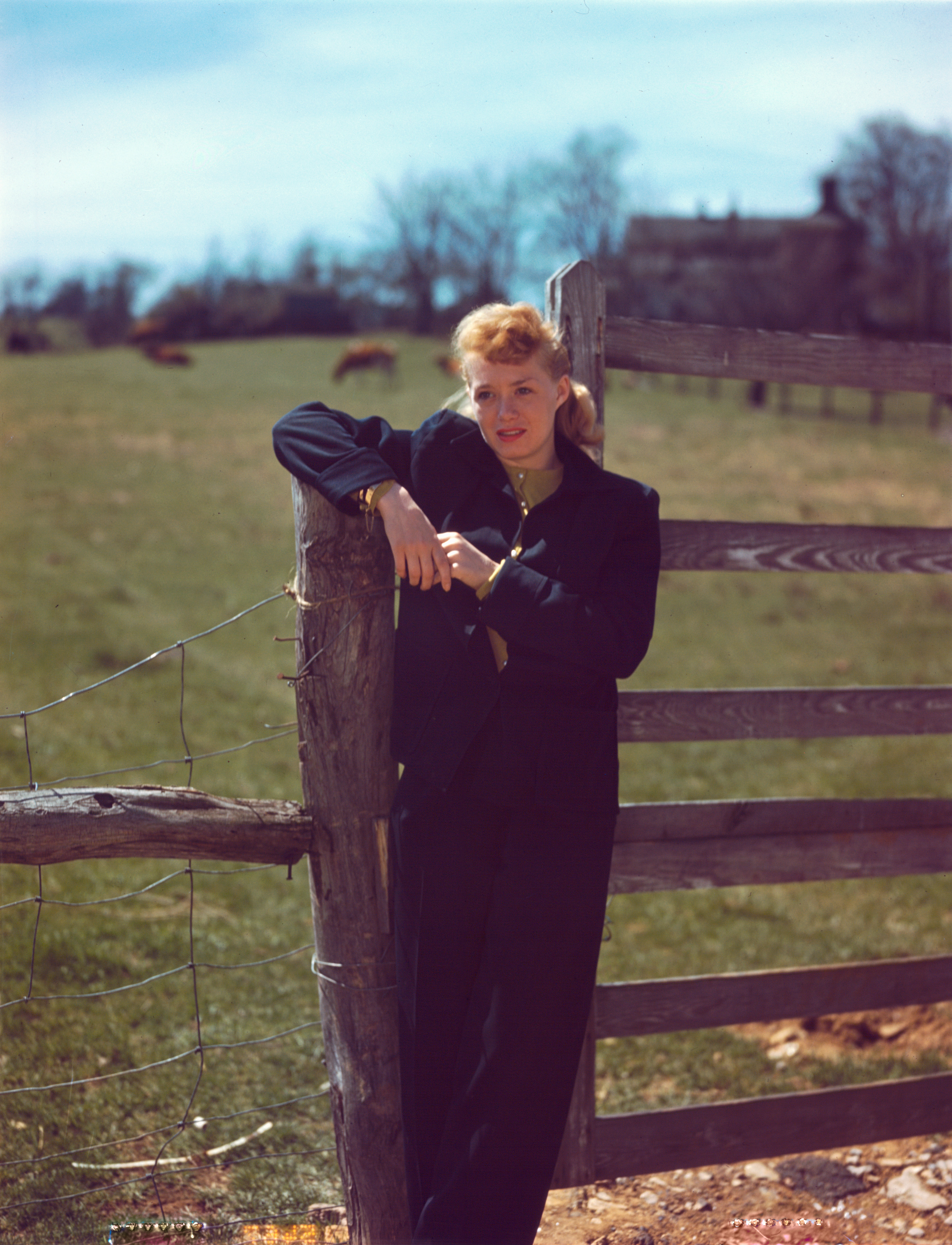
1947年〜1948年頃（撮影：ウィリアム・ゴットリーブ）

### ソロ活動時代
1951年、ジューンはケントン楽団を退団して本格的なソロ活動に入った。ジューンの強い推薦によりケントン楽団の後任歌手となったのは、当時クロード・ソーンヒル楽団に属していたクリス・コナーで、後に彼女はジューンをも凌ぐ存在へと成長する。
ジューンはソロ活動当初はポップ路線を採ったが一向にヒット作が出ず、ピート・ルゴロの支援により、ハイブラウなジャズ・ボーカルに路線を転じて成功を収めた。

#### 『サムシング・クール』
キャピトル・レコードでのファースト・ソロ・アルバムとなった『サムシング・クール（Something Cool）』（1953年〜1955年録音）は、タイトル曲「サムシング・クール（Something Cool）」や、スタンダードナンバー「朝日のようにさわやかに」「ザ・ナイト・ウィー・コールド・イット・ア・デイ（The Night We Called It a Day）」などの歌唱を収める。バックを務めたのはウエストコースト系の一流ミュージシャンを集めたビッグバンドで、指揮・編曲はピート・ルゴロが務めた。
「サムシング・クール」という楽曲は、作詞・作曲もこなす才人ピアニストのビル・バーンズ（William "Billy" Barnes, 1927-2012）が1953年にショーの挿入曲として作ったバラードである。ジューンはこの新曲を知って感銘を受け、「とうていヒットするような歌ではないと思うが、ぜひ録音したい」と切望、同じく曲に惚れ込んだルゴロの後押しもあって録音が実現した。
1953年12月27日に録音された「サムシング・クール」は、まず1954年にシングルとして発売される。同年に他の録音と合わせてアルバム化され、10インチLP盤で発売された。次いで1955年には12インチ盤に改められたが、このアルバムは1956年までに9万3,000枚を売り上げ、当時のジャズ・アルバムとしては異例のヒットとなった。
アルバム『サムシング・クール』は1960年に、再びルゴロの指揮により、同じプログラムで、オリジナルに準じた編曲を用いたステレオ盤が再録音されている。モノラル録音時に比べ、ジューンの喉の衰えにより、歌唱のコンディションが若干損なわれている傾向がある。LPジャケットは、モノラルが「ジューンが目を閉じたモノクローム印刷」、ステレオが「ジューンが目を開いたカラー印刷」とおおむね区別できるが、1960年のステレオ盤発売時点において、すでにカラー版のジャケットがモノラル盤に使われるケースが発生していた。1991年以降の再発盤CDは曲目やモノラル/ステレオ録音の選択によって様々なバージョンがあり、LPでの組み合わせがさらに混在しているケースも見られる。

#### 『サムシング・クール』以後
『サムシング・クール』以来、ジューンは1950年代を代表する白人女性ソロシンガーの一人として人気を博した。キャピトルでは他にも『Misty Miss Christy』（1956年録音）、『June's Got Rhythm』（1957年録音）、『Ballad For Night People』（1960年録音）など、多くの優れたアルバムを制作している。夫クーパーの編曲によるスモール・コンボとの共演作や、ギタリストのアル・ヴィオラとの共演作もあるが、ピート・ルゴロ・オーケストラ共演作は特に評価が高く、それはキャピトル時代の合計18作のアルバムのうち、実に9作がルゴロの編曲・指揮によるものだったことでも裏付けられている。
キャピトルでのアルバムはおおむね商業的成功を収めたが、唯一不振だったのは1955年録音の『Duet』であった。これは旧知のスタン・ケントンのピアノ伴奏による異色の作品である。
ジューンのアルバムでは、写真・イラストの違いを問わず、爽やかな微笑を浮かべた金髪童顔のポートレートがしばしば用いられた。だがその清楚な容姿に似合わぬ酒豪であり、男性相手に延々と飲んでも決して酔い潰れなかったとされ、ケントン楽団時代にジューンと呑み比べをして潰れなかった同僚はサックス奏者のアート・ペッパー一人だった、という逸話もある。そのため、1950年代後期以降はアルコール中毒に陥り、歌手の命である喉を傷め、歌唱力を大きく損なうことになった。
1960年代半ばに第一線から退き、引退状態に入った。のち1977年に日本のレコード会社の要請でアルバムを録音したが、歌唱にはすでに往年の精彩はなかった。
長年の飲酒に起因する腎臓病により、1990年6月21日（奇しくも6月＝Juneであった）にカリフォルニア州シャーマン・オークスで死去した。